# Gan Le'ummi Tel Shiqmona
Gan Le'ummi Tel Shiqmona (hebreiska: גן לאמי תל שקמונה) är en nationalpark i Israel. Den ligger i distriktet Haifa, i den norra delen av landet.